# Fogás
Fogás (Foglaș), település Romániában, a Partiumban, Bihar megyében.

## Fekvése
Berettyószéplak mellett fekvő település.

## Története
Fogás korábban Berettyószéplak része volt. 1956-ban vált önálló településsé, 107 lakossal.
A 2002 évi népszámláláskor 209 lakosából 41 román, 11 magyar, 157 szlovák volt.